# Damm 15b (Quedlinburg)

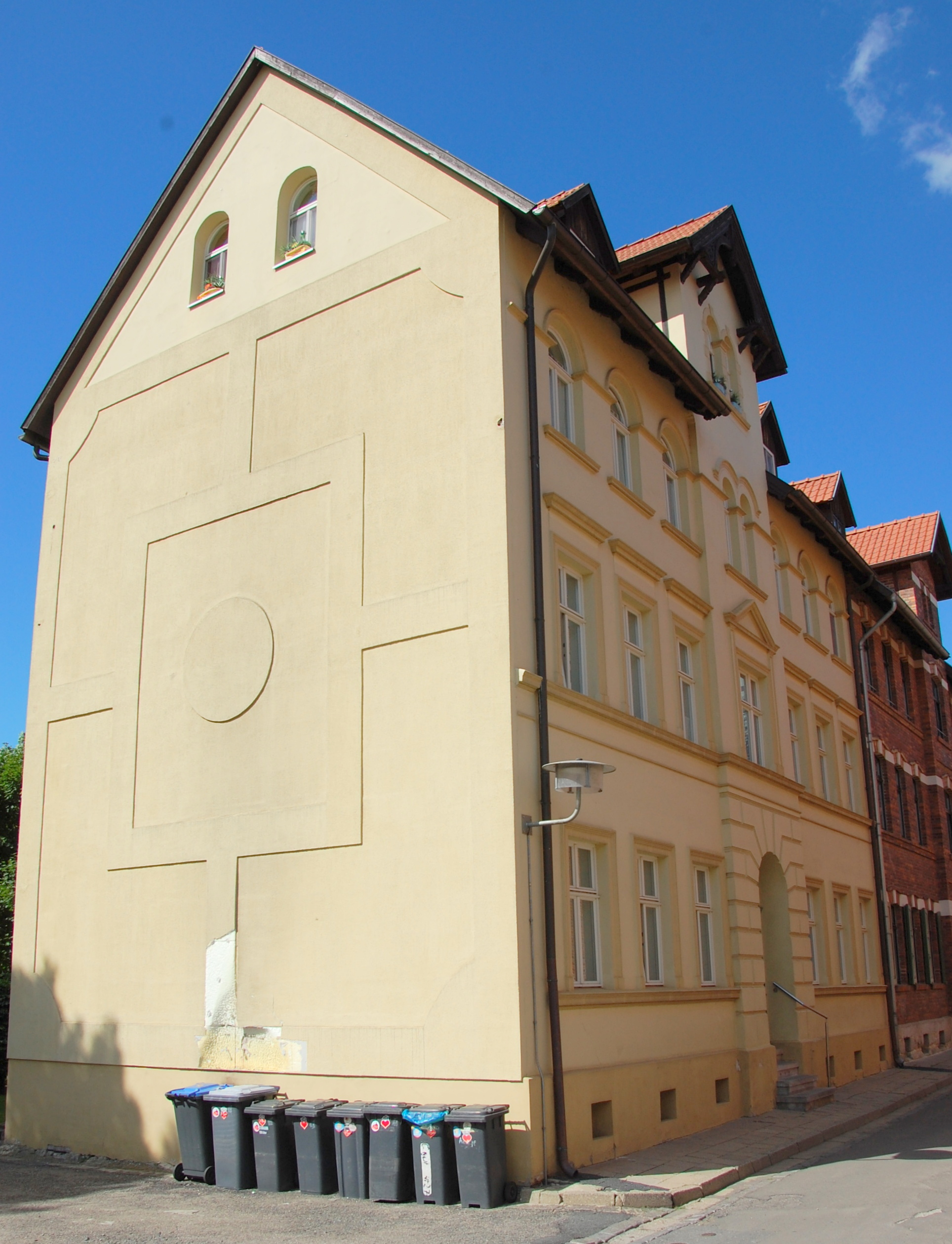
Haus Damm 15b

Das Haus Damm 15b ist ein denkmalgeschütztes Gebäude in der Stadt Quedlinburg in Sachsen-Anhalt.

## Lage
Es befindet sich am südlichen Ende der Straße Damm. Im Quedlinburger Denkmalverzeichnis ist es als Wohnhaus eingetragen. Nördlich grenzt das gleichfalls denkmalgeschützte Haus Damm 15a an.

## Architektur und Geschichte
Der dreigeschossige Bau entstand im Jahr 1894 als Ersatzneubau. Die verputzte Fassade des in massiver Bauweise errichteten Hauses ist im Stil des Spätklassizismus gestaltet. Es besteht ein Mittelrisalit in dessen Sprenggiebel sich eine Datierung und Inschrift befindet.